# Aartsengel Michaëlkathedraal (Moskou)
De Kathedraal van de Aartsengel Michaël (Russisch: Собор святого Архистратига Михаила; Sobor sviatogo Archistratiga Michail) is een Russisch-orthodoxe kathedraal in het Kremlin van Moskou. De kathedraal is gewijd aan de aartsengel Michaël. Op deze plek werden veel Moskouse grootvorsten en tsaren begraven, totdat Sint-Petersburg de nieuwe hoofdstad van Rusland werd.

## Geschiedenis

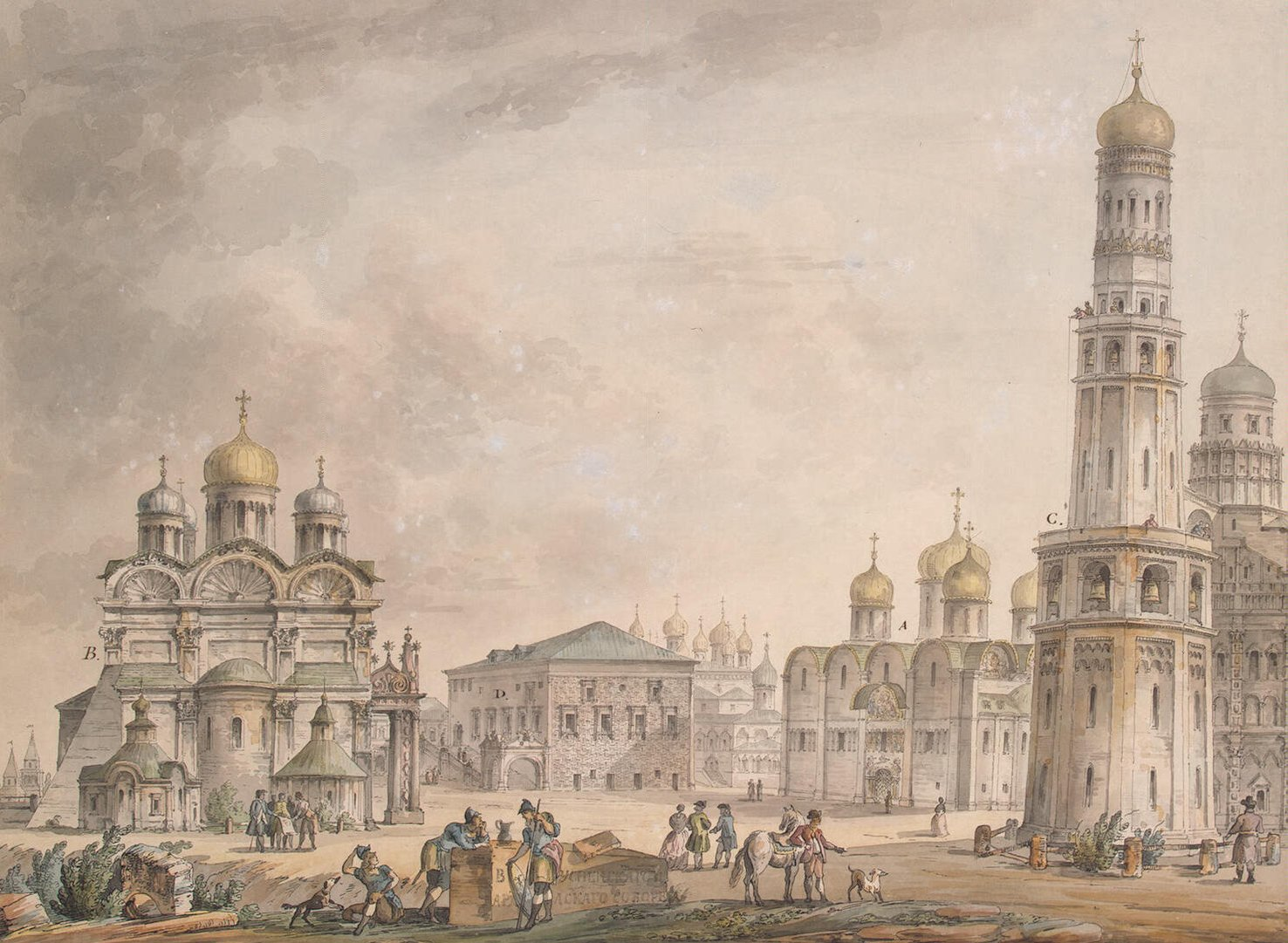
De kathedraal (links) op een tekening uit 1797

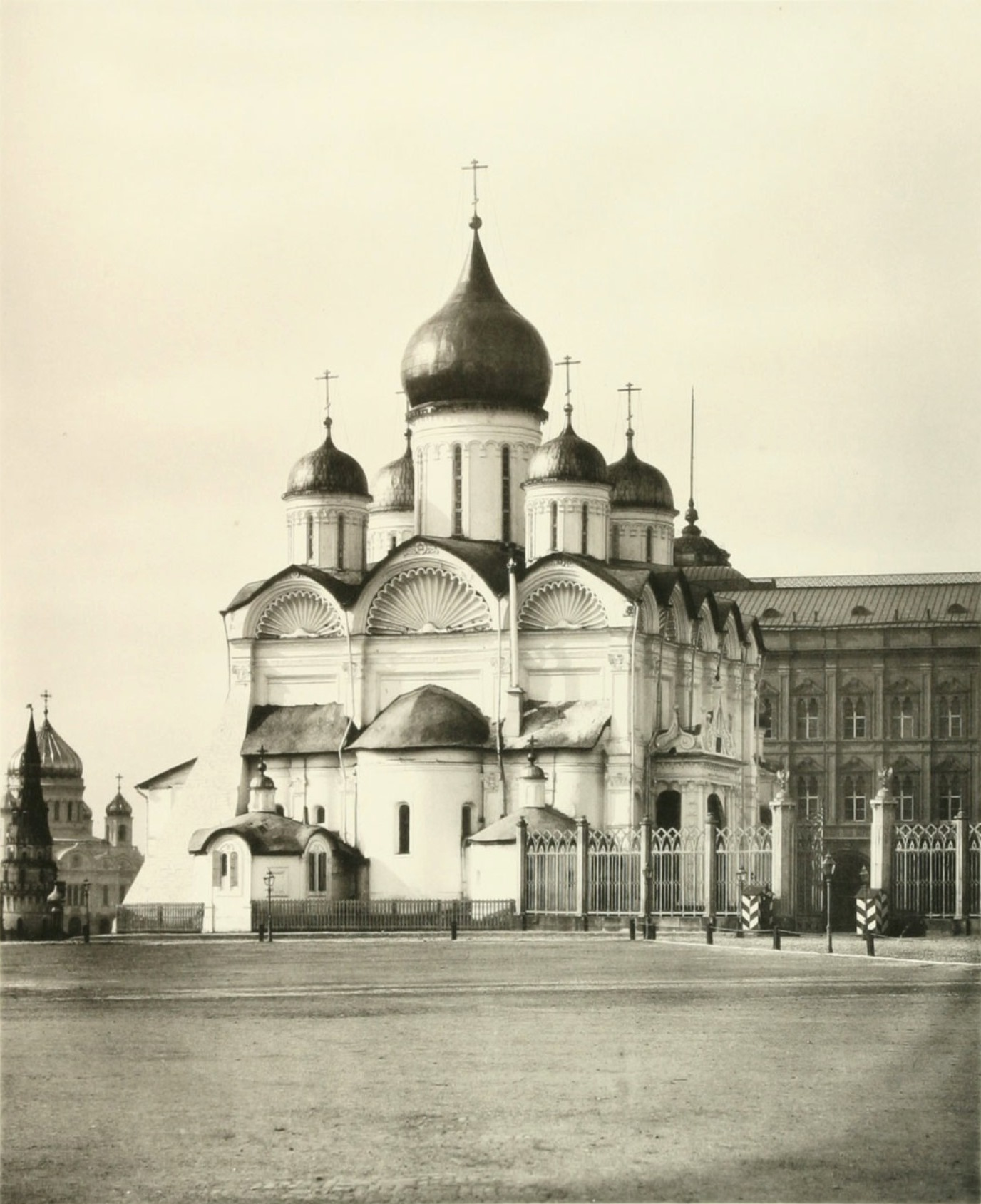
De kathedraal in 1882

Al vanaf het jaar 1250 stond op deze plek een houten kerk. In 1333 gaf grootvorst Ivan Danilovitsj Kalita opdracht om de houten kerk te vervangen door een kerk van steen. Hij zou de eerste Russische monarch worden die op deze plek werd begraven. In 1505 gaf grootvorst Ivan III opdracht tot de bouw van een nieuwe kathedraal. Dat gebeurde in het kader van een groots, reeds lopend, renovatieproject van het Kremlin. De grootvorst nodigde de Italiaanse architect Aloisio Lamberti da Montagnana uit voor assistentie bij de bouw van de jongste kathedraal van het Kremlin. Nog hetzelfde jaar zou de grootvorst komen te overlijden, hij werd begraven in het nog niet voltooide gebouw. De werkzaamheden aan de kathedraal kwamen gereed in het jaar 1508, de officiële wijding van de kerk vond pas plaats op 8 november 1509. In het nieuwe gebouw werden veel elementen van de Italiaanse renaissance geïntegreerd. In Moskou werden deze elementen echter als te frivool beschouwd en talrijke details zouden bij latere restauraties en herstelwerkzaamheden verdwijnen. Het interieur werd pas na 1560 voorzien van fresco's.   
Tijdens de Kremlin-brand van 1737 werd de kathedraal beschadigd. Ook werd de kathedraal bedreigd door grondverzakking bij de bouw van de voorganger van het Grote Kremlin-paleis, waardoor de kathedraal enigszins uit het lood raakte. In de kathedraal werden militaire overwinningen gevierd. Op Boris Godoenov na werden alle tsaren hier begraven, totdat Peter de Grote de koninklijke begraafplaats verplaatste naar de Petrus-en-Pauluskathedraal in Sint-Petersburg. Alleen tsaar Peter II, die in Moskou aan de pokken stierf, zou nog worden begraven in de Aartsengel Michaëlkathedraal.  
Er zijn 54 graven in de kathedraal. Bijzonder is de tombe van tsarevitsj Dmitri, de jongste en later heilig verklaarde zoon van Ivan de Verschrikkelijke.

## Oktoberrevolutie
Tijdens de Oktoberrevolutie in 1917 werd de kathedraal bij gevechten beschadigd. De bolsjewieken lieten na de machtsovername de kathedraal sluiten. Vanaf de jaren 1950 werden de kerken in het Kremlin die de sloopwoede hadden doorstaan in een museum veranderd. Veel van de kerkschatten werden overgebracht naar het Arsenaalmuseum of verkocht aan het buitenland.

## Heropening
De kerk werd na 1992 teruggegeven aan de Russisch-Orthodoxe Kerk. Bij gelegenheid worden er weer erediensten gevierd.

## Architectuur
De interieur van de kerk is in de jaren 1652-1666 volledig beschilderd. Er zijn grote afbeeldingen van de tsaren alsook van de Aartsengel Michaël. Er is een grote iconostase uit de jaren 1678-1881 van 13 meter hoog. Het oudste icoon in de iconostase is het icoon van de Aartsengel Michaël. Men gaat ervan uit dat dit icoon 14e-eeuws is en ooit gemaakt werd voor groothertogin Eudoxia (de vrouw van Dmitri Donskoj) ter herinnering aan de overwinning in de Slag op het Koelikovo-veld. 
De kathedraal heeft vijf koepels en de karakteristieke schelpmotieven langs de dakranden. De omlijsting van de portalen met florale ornamenten van kalksteen verraden de invloed van de Italiaanse renaissance.

## Afbeeldingen

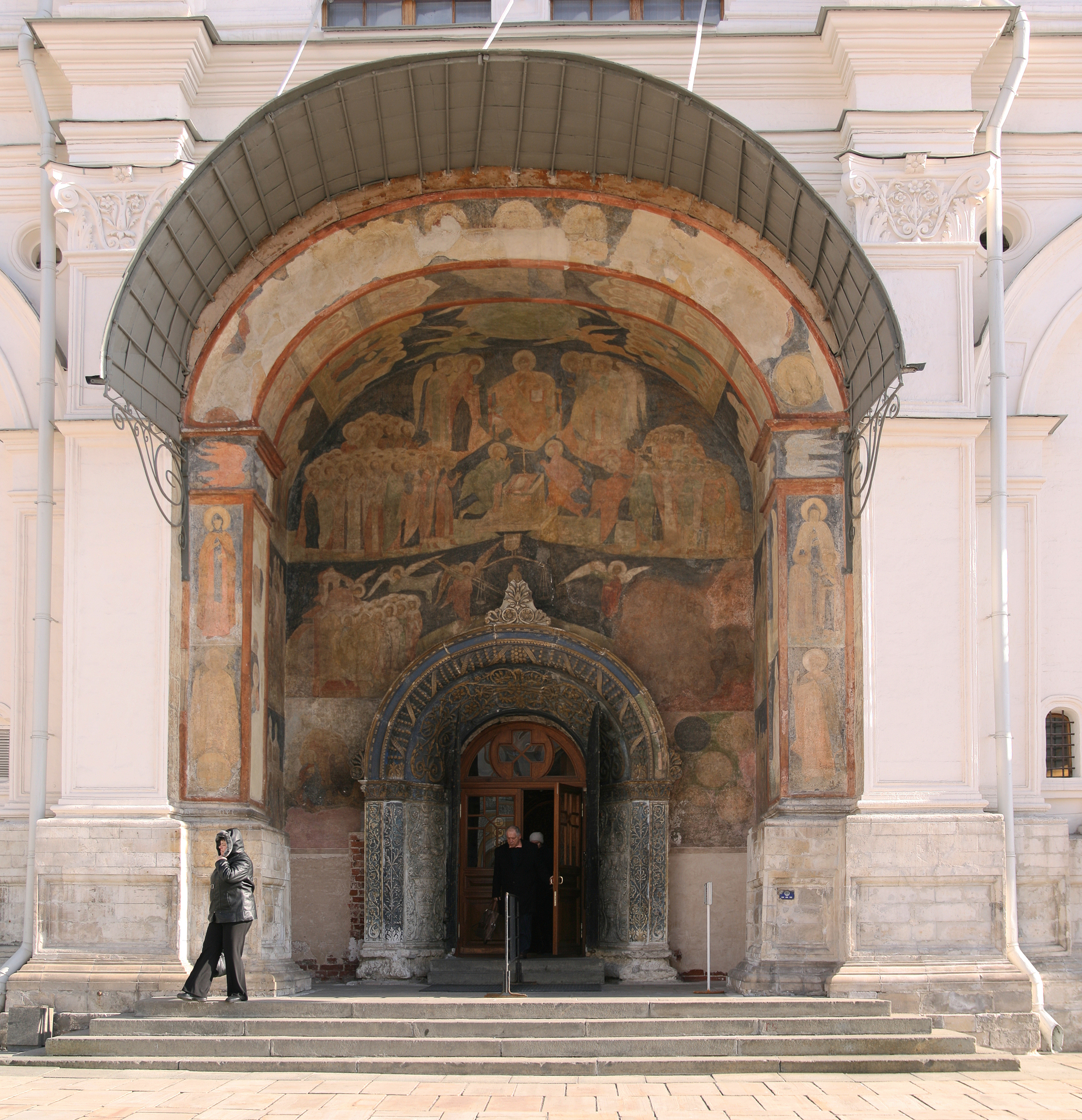
Portaal
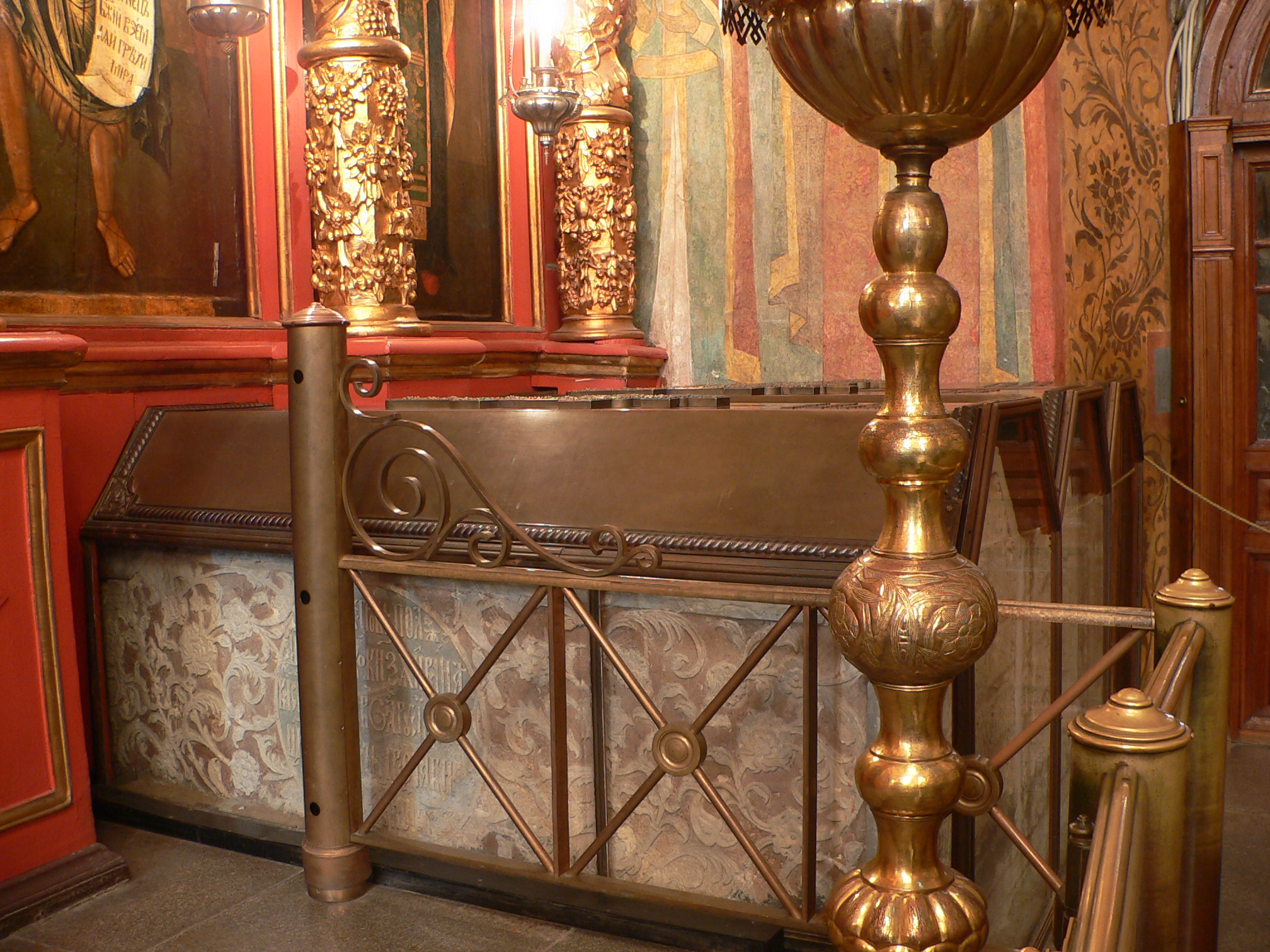
Tsarentombe
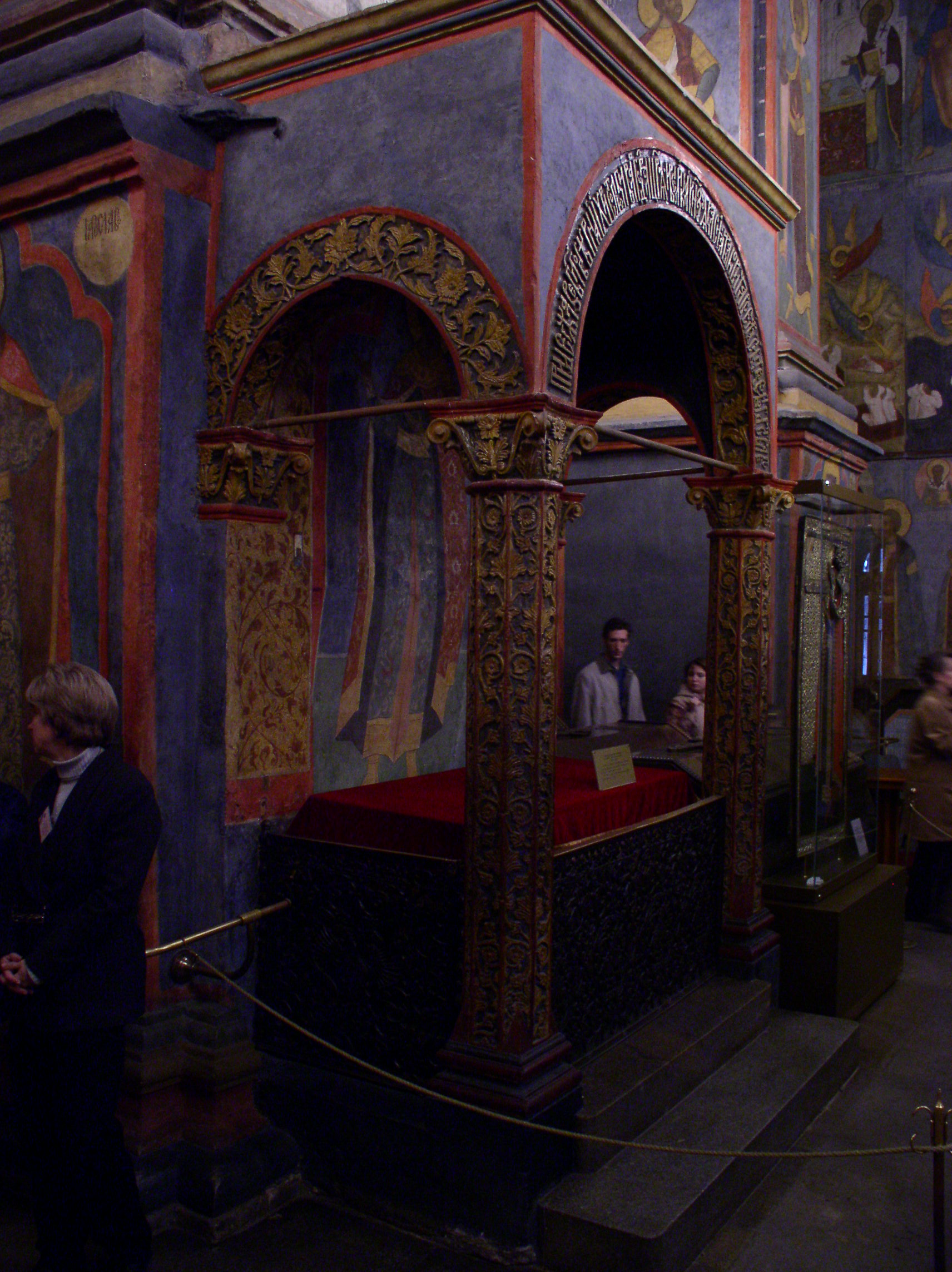
Het graf van tsarevitsj Dmitri
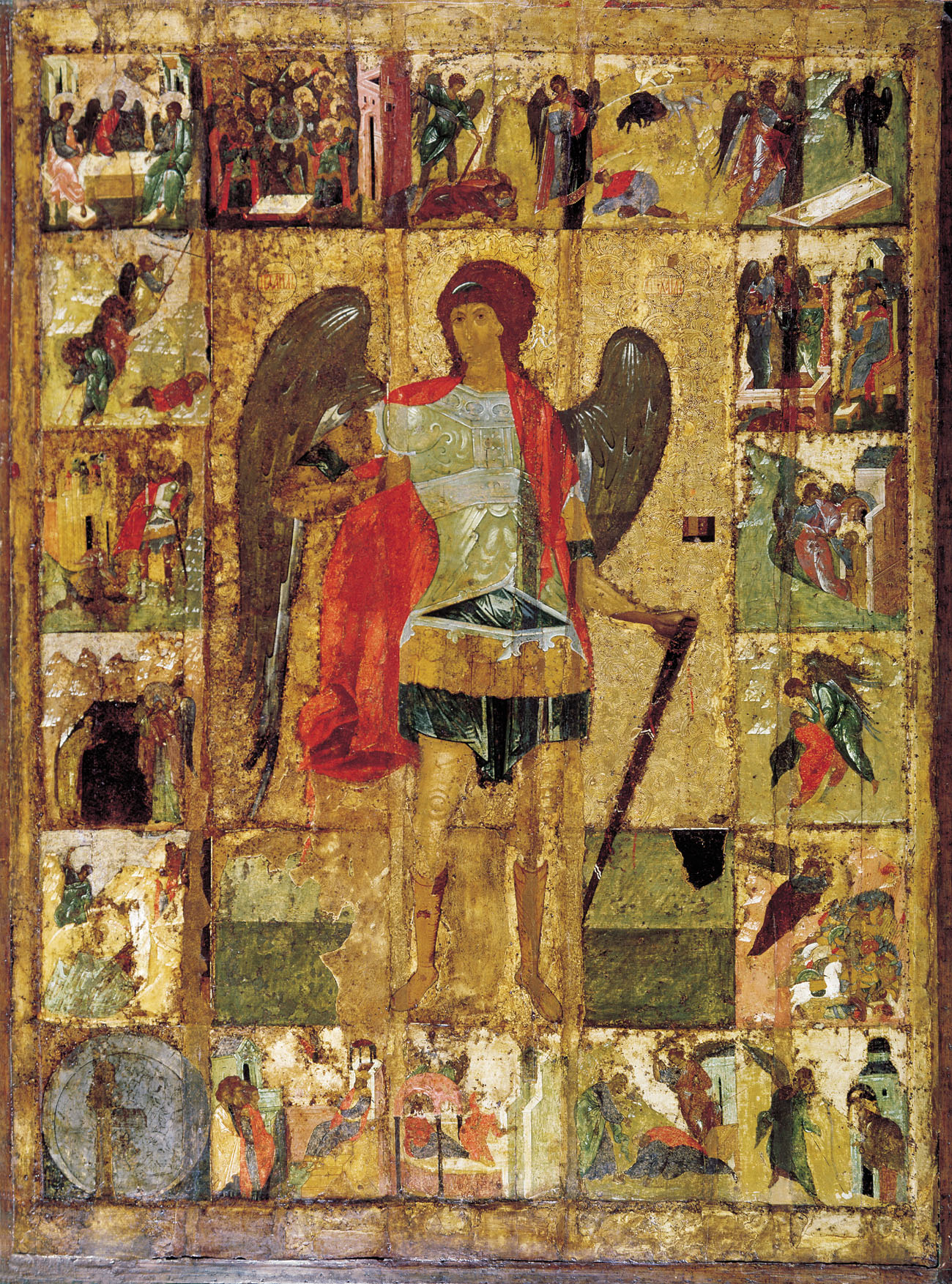
Icoon van de aartsengel in de kathedraal
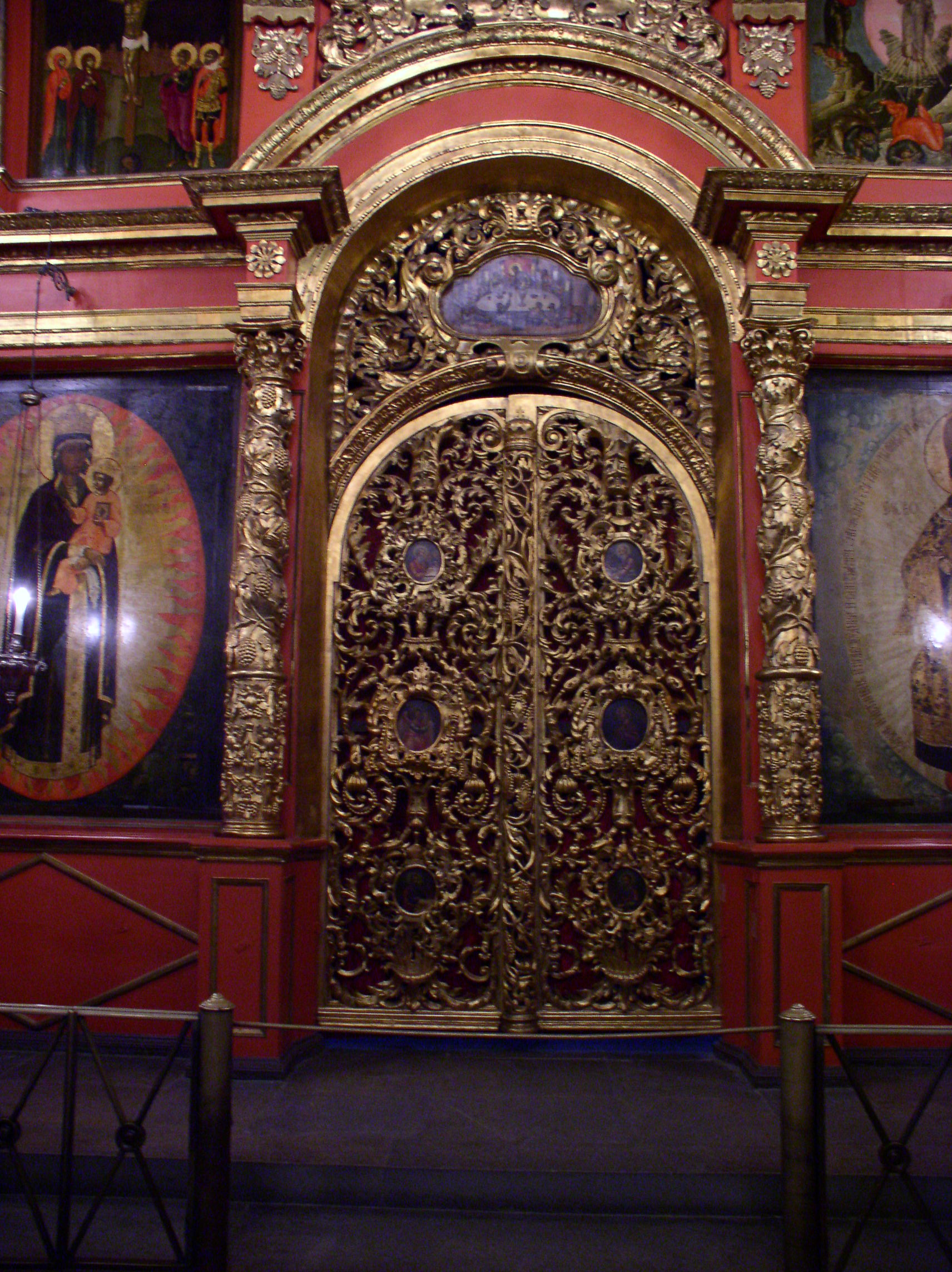
Koningsdeur van de iconostase